# Albert Lea
Albert Lea è una città degli Stati Uniti d'America, capoluogo della Contea di Freeborn, nel sud-est dello Stato del Minnesota.

## Società

### Evoluzione demografica
Nel censimento del 2000 la città contava 18.356 abitanti, passati a 17.552 secondo una stima del 2007.